# Código de área 510

Mapa de los códigos de áreas en California mostrados en azul y en rojo el 510

510 es el código de área norteamericano para gran parte del Área de la Bahía de San Francisco en el condado de Alameda (incluyendo la ciudad de Oakland pero excluyendo a Dublin, Livermore, Pleasanton, y Sunol) y el occidente del condado de Contra Costa. El código de área fue creado al dividir el código de área 415 el 2 de septiembre de 1991.
El código de área 925 fue creado el 14 de marzo de 1998 de la parte oriental del código de área 510. East Bay Hills funciona como línea divisora del código.

## Localidades usando el código de área 510

### Condado de Alameda
- Alameda
- Albany
- Ashland
- Berkeley
- Castro Valley
- Cherryland
- Emeryville
- Fairview
- Farwell
- Fremont
- Hayward
- Newark
- Oakland
- Piedmont
- San Leandro
- San Lorenzo
- Union City

### Condado de Contra Costa
- Bayview-Montalvin
- Canyon
- Crockett
- East Richmond Heights
- Eastport
- El Cerrito
- El Sobrante
- Hércules
- Kensington
- Mountain View
- North Richmond
- Pinole
- Port Costa
- Richmond
- Rodeo
- Rollingwood
- San Pablo
- Tara Hills
- Vine Hill